# Bjarne Brustad
Bjarne Brustad (Christiania, 4 maart 1895 – 20 mei 1978) was een Noors componist en altist. Brustad was gedurende lange tijd violist en later pas altist in de voorloper van het Oslo Filharmoniske Orkester. Vanaf 1943 was hij voornamelijk bezig met componeren en lesgeven. Hij was bij dat laatste voornamelijk werkzaam aan het Conservatorium in Oslo.

## Achtergrond
Bjarne Alexander Brustad werd geboren binnen het gezin van postfunctionaris Olaf Brustad (1871-1943) en Mathilde Petrea Halvorsen (1871-1962). Brustad zelf trouwde in 1941 met Elisabeth Scheel (Lili Scheel, 1898-1980), een kunstenares in keramiek. Zij was de dochter van Herman Scheel, Noors Minister van Justitie van 1910 tot en met 1912.

## Muziek
Zijn muzikale opleiding op de viool genoot hij vanaf zijn twaalfde levensjaar bij Gustav Lange aan genoemd conservatorium nadat hij vanaf zijn vijfde al met de viool bezig was. Hij was rond zeventien toen hij dirigent werd bij het Tivolitheater te Oslo. Het jaar daarop begonnen zijn studies bij Julius Thronberg in Denemarken. Thornberg was concertmeester bij het Berliner Philharmoniker. Brustad was vervolgens even terug in Oslo, om vervolgens naar Berlijn te gaan om zijn studie bij Carl Flesch voort te zetten. In 1918 kwam hij weer terug en werd concertmeester van het Symfonieorkest van Stavanger. Een jaar later verhuisde hij naar het orkest van Oslo.
Als componist begon hij in 1912 en kreeg in 1924 zijn vuurdoop met de uitvoering van zijn  Suite nr. 1 , Vioolconcert nr. 1 en Atlantis. Hijzelf dirigeerde en Leif Halvorsen was de solist. In 1928 was Brustad altist bij het orkest uit Oslo, tot aan de Tweede Wereldoorlog. Hij gaf vanaf 1937 al lessen aan het conservatorium en schreef tijdens zijn werkzaamheden aldaar ook leerboeken en (aan) zijn autobiografie. Na de oorlog legde hij zich totaal toe op het schrijven van muziek en kwam onder meer tot negen symfonieen, drie vioolconcerten en een nooit totaal uitgevoerde opera Atlantis. Verder verschenen van hem kamermuziek en liederen. Vanaf 1951 kreeg hij een staatssalaris voor kunstenaars.

### Oeuvre
Slechts enkele werken hebben het tot de compact disc gebracht.
Podiumkunsten
- Atlantis, Opera (1945)

Orkestwerken;Orkestl
- Suite nr. 1 (1920)
- Berceuse en Waltz voor kamerorkest
- Perpetum Mobile voor kamerorkest (1924, herzien 1958)
- Norsk Suite (1926, 1961); (het origineel was voor altviool en piano)
- Concerto Grosso: En studie (1938)
- Symfonie nr.  1 (1948)
- Ouvertyre (Ouverture) (1950)
- Symfonie nr.  2 (1951)
- Suite nr.  2 (1952)
- Symfonie nr.  3 (1953)
- Kinderspiele, Suite voor kamerorkest (1955)
- Cabaret voor kamerorkest (1958)
- Day-Dreams voor kamerorkest (1958)
- French Suite voor kamerorkest
- Suite (1959)
- Symfonie nr.  4 (1967)
- Symfonie nr.  5 (1967)
- Symfonie nr.  6 (1970)
- Symfonie nr.  7 (1972)
- Symfonie nr.  8 (1972)
- Symfonie nr.  9 (1973)

Concert
- Concerto nr.  1 voor viool en orkest (1922)
- Concerto nr.  2 voor viool en orkest (1927)
- Concertino voor altviool en kamerorkest (1932)
- Rapsodi (Rhapsody) voor viool en orkest, Op. 19 (1933)
- Concerto nr.  3 voor viool en orkest; onvoltooid
- Vore jag et litet barn voor viool en orkest (1958)
- Concerto nr.  4 voor viool en orkest (1961)
- Concerto voor klarinet en string orkest (1969)

Kamermuziek
- Berceuse voor viool en piano
- Poeme voor viool en piano
- Nature Morte, Parodie voor strijkkwartet (1926)
- Norsk Suite  voor altviool en piano (1926);
- Capricci voor viool en viola (1931)
- Partita voor altviool (1931, herzien 1957)
- Eventyrsuite (Fairy Tale Suite) voor viool (1932)
  1. Natur og hulder (Nature en Hulder)
  2. Veslefrikk
  3. Sull (Song)
  4. Trollkvenna (Troll's Mill)
- Sonata nr.  1 voor viool (1935, herzien 1958)
- Trio [nr.  1] voor klarinet, viool en altviool (1938)
- Fanitullsuite (Devil Suite) voor viool (1946)
  1. Hildring
  2. Huldrespill
  3. Likferd
  4. Fanitul
- Serenade, Trio nr.  2 voor viool, klarinet en fagot (1947)
- Sonata voor viool en piano (1950)
- Sonata nr.  2 voor viool (1956)
- Sonata Nr.  3 voorviool (1957)
- Divertimento voor dwarsfluit (1958)
- Strijkkwartet nr. 3 (1959)
- Serenade voor dwarsfluit, hobo, klarinet, hoorn en fagot (1969)

Piano
- Fra barnets verden (From a Child's World; Kinderspiele) (1934)
- Pièce héroique

Zang
- Hugen voor stem en piano (1912); tekst van Ivar Aasen
- Stærvise (1914) voor sopraan of tenor en piano
- Bånsull fra Sunndalen (Lullaby from Sunndalen) voor stem en piano (1921)
- Et barn (A Child) voor stem en piano (1948); tekst van Arnulf Øverlen
- Berceuse voor sopraan en orkest
- Did You Cry...? voor stem en strijkorkest; tekst van Ingeborg Boyine Flood (1901–1963)

### Enkele concerten
- 1 januari 1910: Leerlingenavond met leerlingen van Tora Hirsch
- oktober 1910: hij speelde in een missiehuis in Oslo
- 29 januari 1911: Tøien Kirke onder bescherming van zangvereniging Varden en Wilhelm Buch
- 13 februari 1912: concert onder bescherming van Oline Hagen in de Frogner Kirke
- 24 maart 1914: Debuutconcert met Bjarne Brustad, Elisabeth Munthe-Kaas (zangeres) en Johan Backer Lunde (piano); Brustad speelde Vioolconcert nr. 3 van Wolfgang Amadeus Mozart, begeleid vanachter de piano; plaats is de concertzaal van Brødrene Hals
- 23 april 1914: concert in dezelfde concertzaal met onder andere Jenny Guldahl; Brustad speelde drie werkjes van zijn leraar Gustav Lange
- januari 1920: concert met Ellen Gulbranson

- Bibsys: 90227457
- Bibliothèque nationale de France: cb13968067k (data)
- CiNii: DA19353119
- Gemeinsame Normdatei: 1027473989
- International Standard Name Identifier: 0000 0000 5051 2814
- Library of Congress Control Number: n83065788
- MusicBrainz: ab1f0cdf-97a3-4003-aa14-3ae333871d40
- Nationale Bibliotheek van Israël: 987007284363005171
- Nederlandse Thesaurus van Auteursnamen: 309556392
- Istituto Centrale per il Catalogo Unico: DDSV245801
- LIBRIS: 312002
- SNAC: w6x067gn
- Système universitaire de documentation: 244072698
- Virtual International Authority File: 7581441
- WorldCat: E39PBJyCGM8fB4KY9XQHHc7mBP